# ブレーズ・コンパオレ
ブレーズ・コンパオレ（フランス語: Blaise Compaoré, 1951年2月3日 - ）は、ブルキナファソの政治家。同国の大統領を27年間務めた。同国の政党、民主主義進歩会議（CDP）の創設者でもある。

## 概要
ブルキナファソ初代大統領のトーマス・サンカラと親交が深かったが、1983年以降の社会主義政権発足につれサンカラとの亀裂を生む。1987年にコンパオレはクーデターを起こして全権を掌握。サンカラを殺害し、その後「矯正」政策と呼ばれる政策を実施。サンカラが生んだ欧米諸国との亀裂の修復や、非同盟政策を取りやめた。また、鉱山を含む国営企業の民営化を促進するなど、ブルキナファソ経済の一部で新自由主義を実践した。
コンパオレ時代の選挙は不正に溢れていたとして批判され、1991年、1998年、2005年、2010年の選挙で再選を繰り返した。この再選により、国民はコンパオレに失望。不安定な政権担当、イスラム過激派の台頭、汚職や腐敗による混乱、そして2014年に任期を延長するために憲法を改正しようとした彼の試みは、2014年のブルキナファソ反政府デモを引き起こした。10月31日にコンパオレは退任。コートジボワールに亡命した。
10月31日の政権終焉まで、コンパオレはブルキナファソで最も在任期間が長い大統領となった。

## 生い立ち
コンパオレは1951年に首都ワガドゥグーから34km離れたジニアレで生まれた。トーマス・サンカラ大統領の時代には法務大臣を務めた。サンカラと出会ったのは、1976年、モロッコの軍事教育センターでのことになる。以来、サンカラとコンパオレは親しい間柄となった。その後、セイェ・ゼルボおよびジャン＝バティスト・ウエドラオゴ政権に対するクーデターで大きな役割を担った。1985年にコートジボワール出身のシャンタル・テラソン・ド・フージェールと結婚している。

## クーデター
1987年10月15日、コンパオレはクーデターによって当時大統領であったサンカラを殺害し、第6代大統領に就任した。サンカラの殺害について、コンパオレは「事故」と説明していたが、その主張は疑問視されていた。サンカラの遺体は2015年に発見され、銃弾が多数発見されたことから暗殺が証明された。
大統領就任後、コンパオレはサンカラの政策方針の多くを転換した。また就任後、政権に対する謀議を図ったとして、著名な革命家リーダーであったアンリ・ゾンゴとジーン＝バティスト・ブカリー・リンガニの2人を排除した。

## 大統領
1991年、コンパオレは選挙によって大統領に選出された。主要な野党勢力は、コンパオレが権力の座に就いた際のサンカラの死について疑わしい点があることから、これに抗議する形でボイコットを行った。不安定な政治情勢と大衆の抗議によって、投票したのは有権者のおよそ25％だった。
1994年には中華人民共和国と断交して中華民国（台湾）と国交を結ぶという珍しい外交政策を行ったことから国際社会で注目された。
1998年の選挙でコンパオレは再選を果たした。2005年8月、コンパオレは3選を目指す意思を表明。これに対して野党からは、大統領の任期を2期までに制限し、任期も7年から5年に短縮した2000年の憲法改正に反するという声が上がった。一方、コンパオレの支持者からは、修正憲法の条文は過去に遡及して適用することはできないと反発した。これらの反対や反論にもかかわらず、ブルキナファソの憲法委員会は2005年10月、コンパオレは2000年の段階で大統領の座にあったので、修正憲法は2期目が終わるまで適用されないという判断を下した。この結果、コンパオレは2005年の大統領選挙に立候補することが認められることとなった。
2005年11月13日、大統領選挙が行われ、コンパオレは80.35％もの票を得て12人の対抗馬を破り3選を果たした。選挙戦当初、16の野党がコンパオレに対抗するため連携することを発表したが、失敗に終わった。コンパオレは「国民和解」を呼びかけたが、野党からの協力は得られていない。コンパオレは2015年の大統領選挙には憲法規定により今度こそは出馬できないはずであったが、これを回避するため2014年10月に再選出馬に道を開く憲法改正案を提出。これに反発する反政府デモが発生し、10月30日には国軍が政権掌握を宣言。事実上の軍事クーデターが発生するに至った。即座の辞任は否定したもの改憲案は撤回され、翌31日に大統領辞任を表明。コンパオレはシャンタル夫人とともにコートジボワールに亡命し、27年間に及ぶ長期政権は幕を下ろした。
3歳下の弟であるフランソワ・コンパオレは兄ブレーズの経済顧問を務めていたが、2014年のクーデター後にはベナンに逃れた。
2021年8月、高等法院の検察官は2014年の反乱の鎮圧に関与した疑いのある政府のメンバーの裁判が始まると発表した。ブレーズ・コンパオレは、裁判官の質問に答えるために再び召喚される可能性がある。
2022年4月6日、ブルキナファソの軍事法廷は逃亡中のコンパオレに対しサンカラの殺害について、終身刑を宣告した。